# Hemsjö kyrka
Hemsjö kyrka är en kyrkobyggnad i Hemsjö i i Skara stift. Den är församlingskyrka i Hemsjö församling.

## Historia
Dagens kyrka föregicks av en liten spåntäckt träkyrka uppförd 1700 med hög, brant takresning. Den låg på en plats cirka 900 meter nordost om den nuvarande kyrkan där det idag finns en ödekyrkogård.
På samma plats fanns ännu tidigare en medeltida träkyrka. Flera medeltida inventarier har bevarats.

### Kyrkobyggnaden
Hemsjö kyrka uppfördes 1859 och invigdes den 5 oktober 1862 efter ritningar utförda av Fredrik Wilhelm Scholander i nyklassisistisk stil med en rik, tidstypisk interiör. Den har tredingstak och en vid triumfbåge med språkband och altarskärm. År 1924 tillkom kyrkorummets bemålning med marmoreringar och kurbitsar av John Hedaeus.
Sveriges Radios julotta sändes från kyrkan år 2019.

## Inventarier
- Madonnaskulptur från 1200-talet utförd i ek. Höjd 100 cm. Maria och Kristusbarnet är skurna tillsammans.[3]
- En stående Sankt Olof från 1200-talet.
- Kyrkans medeltida dopfunt med runinskrifter tillhör Statens historiska museum, men återinsattes i Hemsjö kyrka 2005.
- Altaruppsatsen utfördes 1674 av Marcus Jäger den äldre för den gamla kyrkan och återger motiven Nattvarden och Getsemane.
- Orgelläktarens bröstning har målningar av apostlar utförda 1724 av Sven Wernberg.
- Det så kallade Hemsjömanualet från 1300-talets slut är den enda kända handbok för kyrkliga förrättningar under katolsk tid, som bevarats från Skara stift och som med säkerhet kan lokaliseras till en bestämd kyrka. Det förvaras vid Stifts- och landsbiblioteket i Skara.[1]

### Klockor
- Storklockan, kallad Karin, är av en senmedeltida normaltyp som saknar inskrifter. Den har emellertid fyra hjulkors på halsens skriftband.[4]

### Orglar

#### Läktarorglar
- Orgeln på läktaren i sydväst har en ljudande fasad från 1791, byggd av Lars Strömblad i Falköping efter ritningar av Carl Fredrik Adelcrantz. Den orgeln, som hade 25 stämmor, övertogs 1865 från Christinae kyrka, Alingsås.
- Den försågs 1900 med ett nytt verk tillverkat av Thorsell & Eriksson i Göteborg.
- 1950 installerades ett nytt verk från A. Magnusson Orgelbyggeri AB.
- Slutligen insattes dagens mekaniska verk, vilket är tillverkat 1974 av Hammarbergs Orgelbyggeri AB. Det innehåller äldre pipmaterial och har 25 stämmor fördelade på manual och pedal.[5]

#### Kororgel
På golvet till höger om koret finns en mekanisk kororgel tillverkad 1990 av Johannes Menzel, vilken har en ljudande fasad, sju stämmor fördelade på manual och pedal.

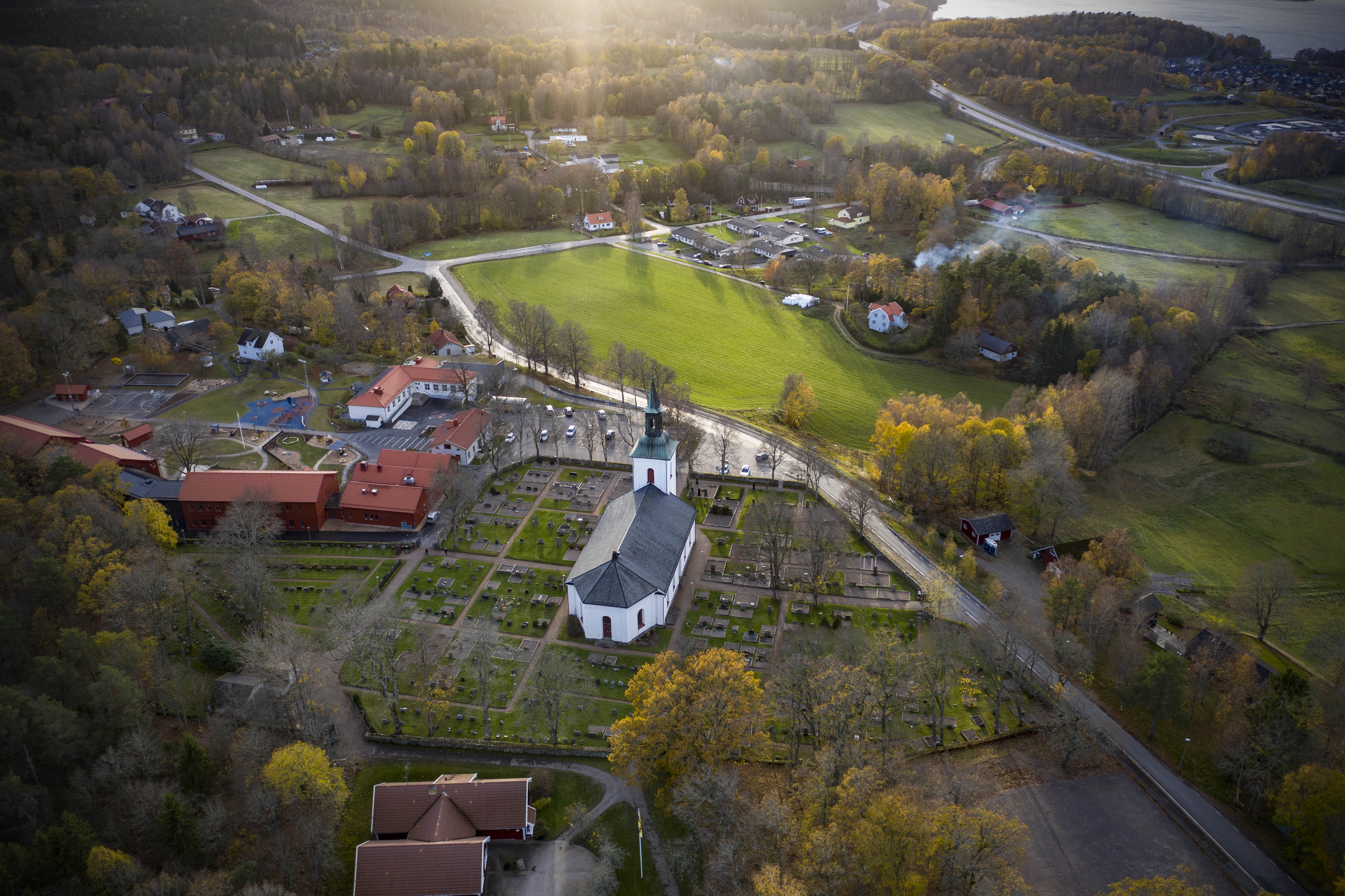
Hemsjö kyrka November 2018

## Bilder

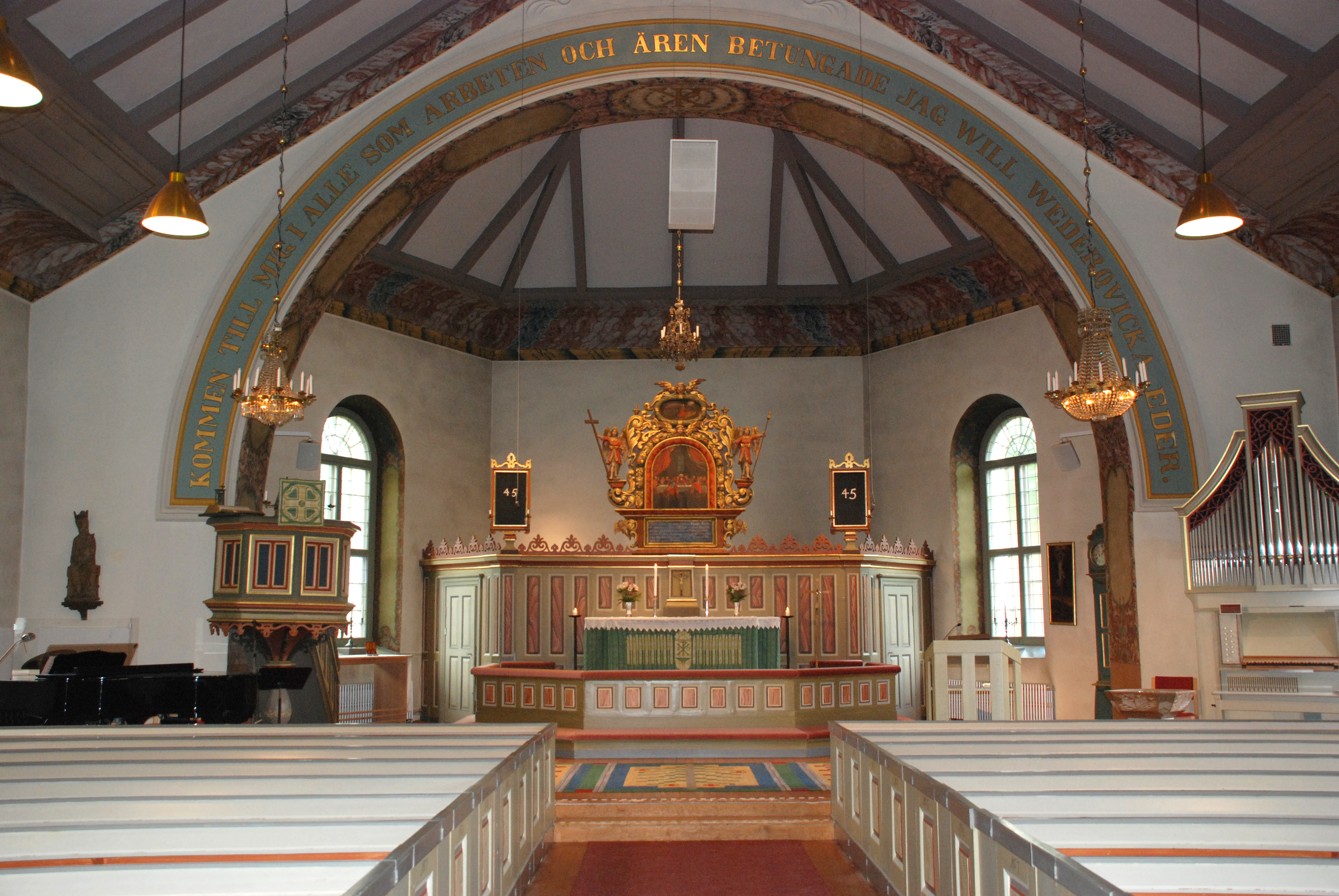
Interiör mot altaret.
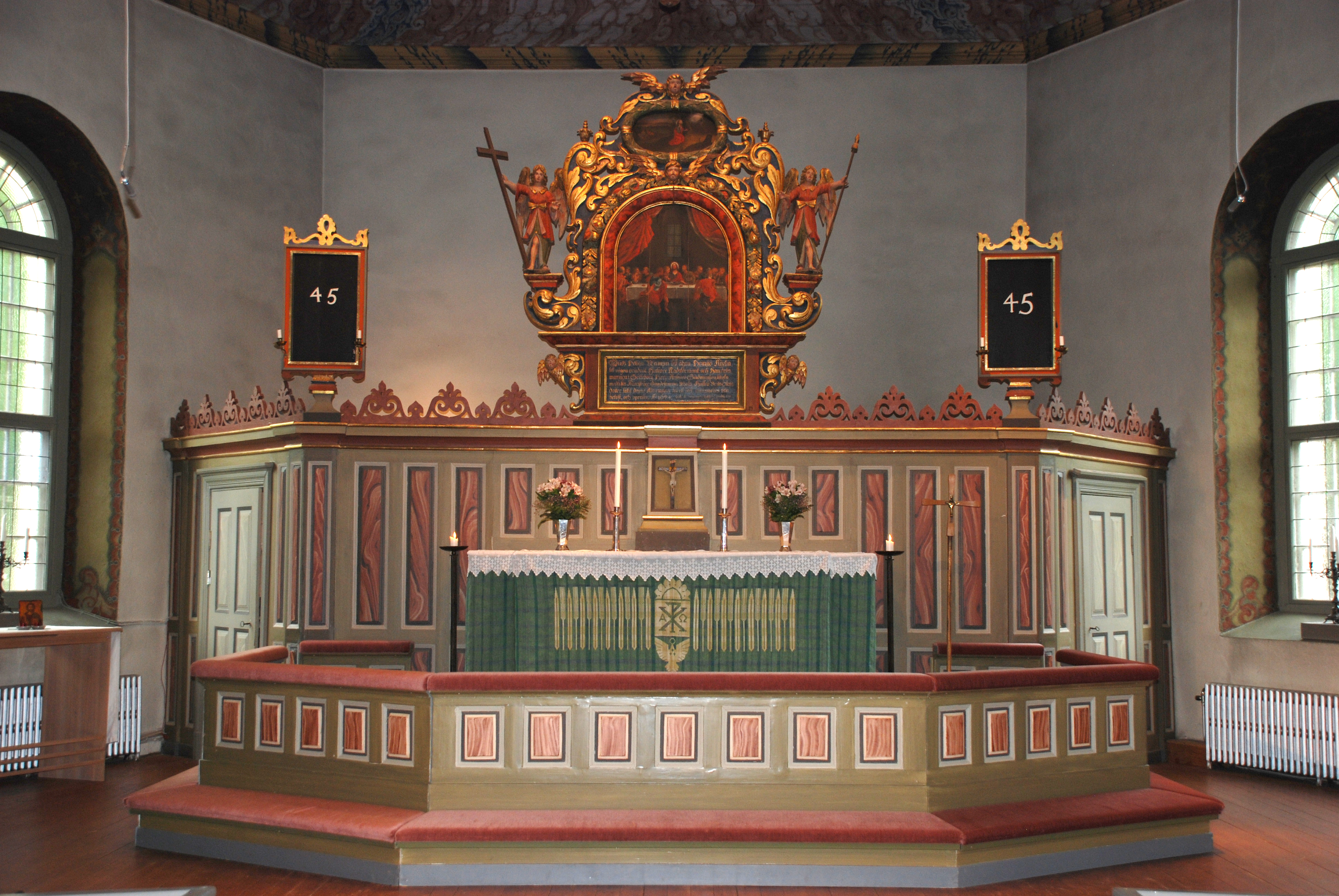
Altaret.
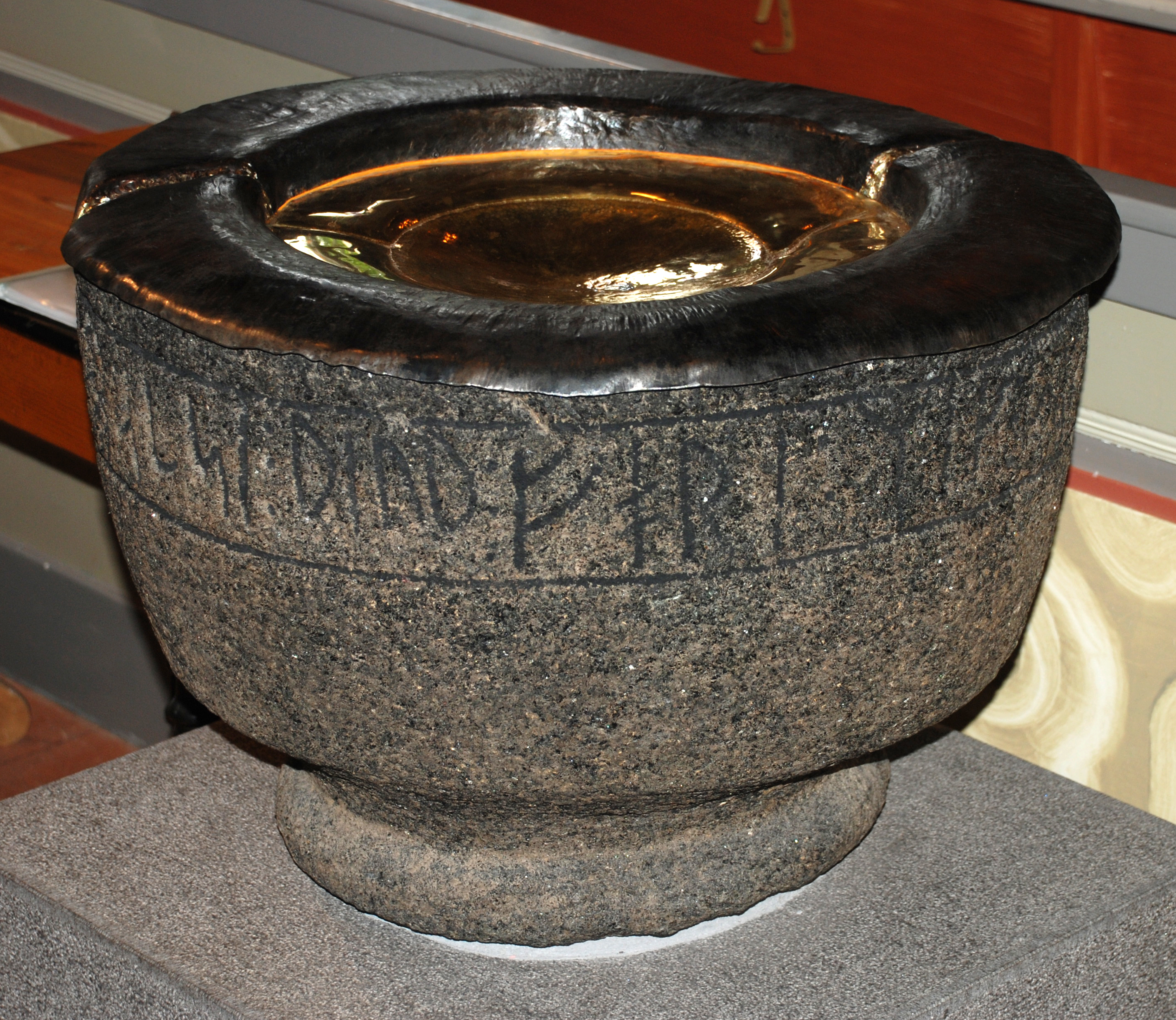
Den medeltida dopfunten. Runinskrift: "Alla själar döpas här in i församlingen genom mig skålen".
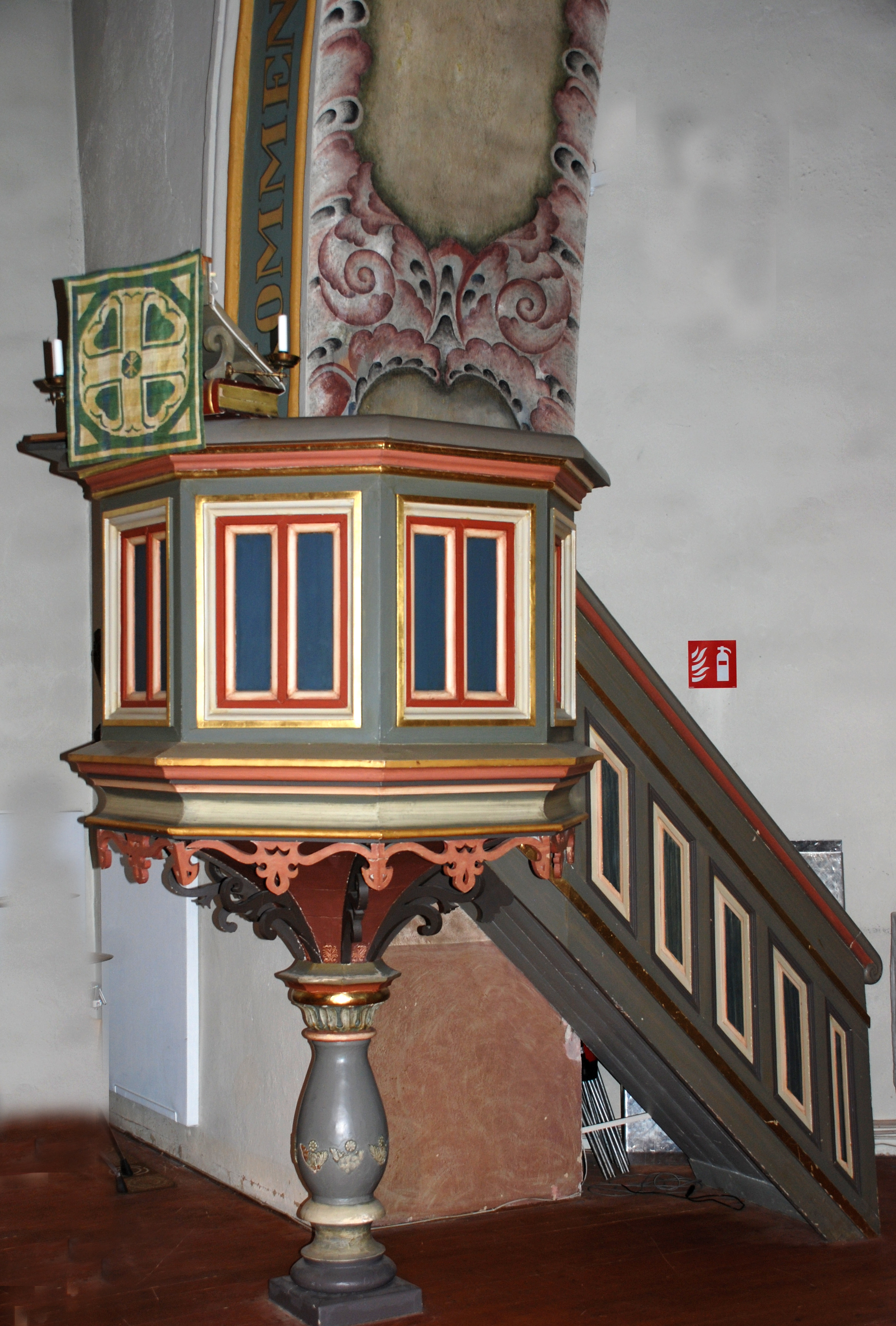
Predikstolen.
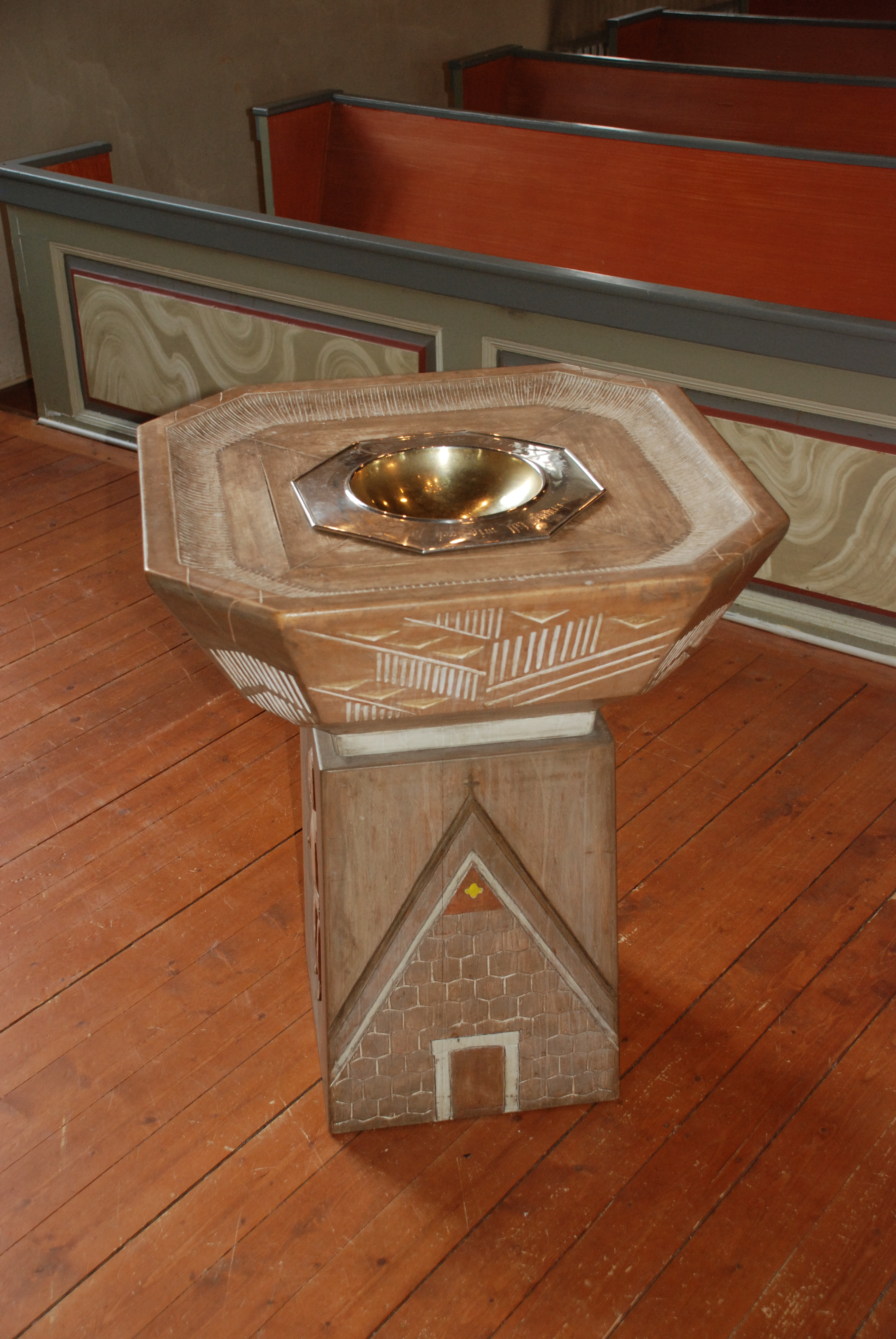
Dopfunten från 1957.
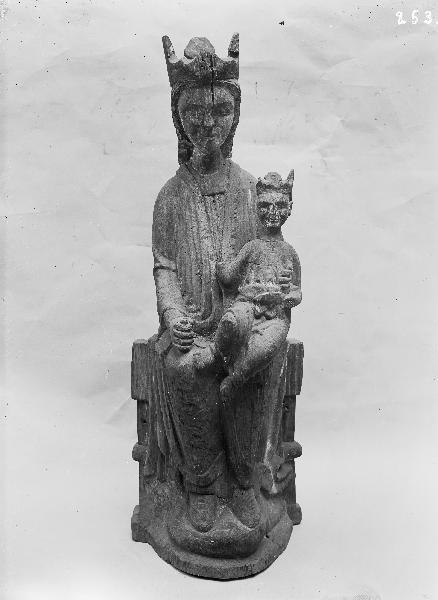
Madonnan.